# 西昆酬唱集
《西崑酬唱集》，簡稱《西崑集》，2卷，北宋楊億編著，与《册府元龟》同时产生。由於此書的流行，產生了西崑體。
“西昆”是指西方昆崙之山，係取自《穆天子传》之“天子升于昆仑之丘，至于群玉之山，先王之所谓册府。”据此，后人称帝王藏书的秘阁为册府。宋真宗景德二年（1005年），編纂《冊府元龜》團隊中，楊億與劉筠、錢惟演等十七位文學家預修《册府元龟》之餘，寫詩唱和，並把這些詩編輯成集，共250首，多學李商隱，用事深密，追求辞藻的华丽，堆砌典故。杨億在《西崑酬唱集序》中說：“历览遗编，研味前作，挹其芳润，发于希慕，更迭唱和，互相切劘。”集中所收楊億、劉筠、錢惟演三人诗作分别为75首、73首和54首，占总数的五分之四以上；此外有李宗諤7首、陳越1首、李維3首、劉騭5首、刁衎2首、任隨3首、張咏2首、钱惟济2首、丁谓5首、舒雅3首、晁迥5首、崔遵度1首、薛映6首、劉秉6首等人作品。《西崑酬唱集》行世後，風行一時，“後進學者爭效之，風雅一變，謂之崑體，由是唐賢諸詩集幾廢而不行”。《四库全书总目提要》指出：“后欧、梅既出，诗格一变，亿等之派遂微。然其组织工致，锻炼新警之处，终不可磨灭。”《西昆酬唱集》中某些作品有其寓意，例如《宣曲》诗便有諷刺古代帝王后宮荒淫之意，因被檢舉为隐射当朝，宋真宗下诏禁止浮文。
按《藏园群书经眼录》，西崑酬唱集有嘉靖十六年张綖玩珠堂刊本、清代古香楼刊本、影宋精写本、杨绍和海源阁旧藏精写本以及赵作肃见山堂刊本。其中的海源阁抄本为万历朝钱允治手抄。莫友芝《郘亭书目》谓之清写本，有误。1980年中华书局出版王仲荦所撰《西昆酬唱集注》。